# Districtul Bad Doberan
Districtul Bad Doberan este un district rural (în germană Landkreis) din landul Mecklenburg - Pomerania Inferioară, Germania.